# Троян Вадим Анатолійович
Вади́м Анато́лійович Троя́н (нар. 12 вересня 1979, Орілька, Лозівський район, Харківська область) — український міліціонер і поліцейський, полковник, заступник Голови Національної поліції України (з 19 вересня 2019 року до листопада 2021 року), заступник міністра внутрішніх справ України (з 8 лютого 2017 року по 6 вересня 2019 року). Начальник Головного управління Національної поліції у Київській області з 2015 по 2016 рік й Головного управління Міністерства внутрішніх справ (міліції) у Київській області з 2014 по 2015 роки. Учасник війни на сході України, колишній заступник командира полку «Азов» у 2014 році.

## Життєпис
Вадим Троян народився 12 вересня 1979 року в смт Орілька Лозівського району Харківської області.
Закінчив Харківський національний університет внутрішніх справ, працював слідчим у Лозівському міськвідділі міліції Харківської області. Звільнився з міліції близько 2004 року.
Активно займався спортом та має низку спортивних досягнень у рукопашному бою. Член фізкультурно-спортивного товариства «Динамо».
За даними ЗМІ, у 2010—2012 роках Вадим Троян очолював ТОВ «Одеські цифрові комунікації», яке входить у групу компаній, що надають послуги на телекомунікаційному ринку під брендом «Тріолан» (кабельне телебачення, інтернет). Після звільнення з 2012 року став директором ТОВ «Сіті інвестком» у місті Бровари, яке працювало з місцевими мережами інтернету.
За деякими даними, був учасником націоналістичної громадської організації «Патріот України».
Під час війни на сході України добровільно вступив до лав батальйону «Азов», що згодом переформували в полк міліції особливого призначення. Обіймав посаду заступника командира батальйону. Брав участь у визволенні багатьох українських міст, серед яких Маріуполя та Мар'їнки.
На виборах до Верховної Ради 2014 року був зареєстрований як кандидат по 58-му ОВО (Маріуполь), однак згодом реєстрацію скасували і перереєстровано Трояна на ОВО № 51 (Горлівка). Втім, вибори на цьому окрузі 26 жовтня 2014 так і не відбулися.
31 жовтня 2014 року Вадима Трояна, у званні підполковника, призначили начальником Головного управління Міністерства внутрішніх справ України у Київській області..
7 листопада 2015 року, у день, коли набрав чинності Закон України «Про Національну поліцію», Вадима Трояна призначили начальником Головного управління Національної поліції в Київській області.
4 березня 2016 року Голова Національної поліції Хатія Деканоідзе представила Вадима Трояна як першого заступника глави НПУ.
16 листопада 2016 року міністр внутрішніх справ України Арсен Аваков призначив першого заступника голови Національної поліції України Вадима Трояна на посаду виконувача обов'язків керівника Нацполіції.
8 лютого 2017 року Кабінет Міністрів України призначив Вадима Трояна на посаду заступника міністра внутрішніх справ України.
6 вересня 2019 року Кабінет Міністрів України звільнив Вадима Трояна з посади заступника міністра внутрішніх справ України.
У листопаді 2021 року Троян подав у відставку з посади заступника голови Національної поліції України, пізніше звільнений з інших посад новим міністром МВС Монастирським Денисом Анатолійовичем.

## Відзнаки та нагороди
- Орден Богдана Хмельницького III ступеня (31 жовтня 2014) — за особисту мужність і героїзм, виявлені у захисті державного суверенітету та територіальної цілісності України, вірність військовій присязі[17]
- Почесний громадянин Маріуполя[18].

## Реформа поліції
Активно підтримує і працює над реформуванням МВС. Провів рішучі кадрові реформи серед особового складу ГУМВС України в Київській області. Звільнив керівників РВ, які брали безпосередню участь у виконанні злочинних наказів уряду Януковича. Висловив повну недовіру керівному складу Управління боротьби з економічною злочинністю ГУ, вивівши їх поза штат. Для вивчення ситуації в області проводить в районах віча — спільні зібрання місцевої влади, громадських організацій, активістів, міліціонерів. Це дало змогу запровадити відкритий діалог між МВС та громадою.
У рамках реформування органів внутрішніх справ бере активну участь у створенні нової поліції. Запроваджений експеримент щодо реорганізації районних відділів міліції у Васильківському та Обухівському районах Київщини вивів обслуговування населення патрульною службою на новий рівень. Одним з перших в Україні було оголошено конкурсний набір до лав поліції у районному місті Бориспіль.
Також з метою швидкого реагування на повідомлення громадян, зведені в єдину систему всі районні спецлінії і розроблено програмне забезпечення, започатковано створення єдиної обласної лінії 102.

## Критика
Деякі закордонні ЗМІ розкритикували владу України за призначення на посаду керівника обласної міліції колишнього симпатика, а за іншими джерелами — навіть члена організації «Патріот України» та заступника командира добровольчого батальйону «Азов», указуючи на праворадикальну діяльність цих структур. Про шкоду іміджу України від цього призначення заявляє німецький політолог Андреас Умланд, а український правозахисник Євген Захаров попереджав про ймовірні спекуляції на цій темі, одночасно заперечуючи пряме членство Трояна в «Патріоті України». Сам Вадим Троян заперечує свою прихильність до сил, які нібито пропагують расизм чи ксенофобію: «Хай за мене скажуть мої справи та люди різних національностей, з якими я працюю. Те, що мені закидають причетність до расистських угруповань, то у мене немає таких друзів, і слава богу».

## Кримінальні підозри
Вадим Троян фігурує на записах СБУ в кабінеті С. Чоботаря. За фактом зареєстроване кримінальне провадження, розслідування веде НАБУ.
У період 2015—2016 рр., коли Вадим Троян очолював УМВС Київської області (після реформування — ГУ НП Київської області), розікрали близько 1 млн грн. через фонди заробітної плати.